# Teinostoma
Teinostoma là một chi ốc biển nhỏ thuộc họ Turbinidae.

## Miêu tả
The shells of Loài trong chi nàyare usually white and glossy, are transparent when fresh, and are only a few millimeters in maximum size.

## Các loài
This genus includes the following species:
- Teinostoma fernandesi
- Teinostoma funiculatum